# Sean Fallon
Sean Fallon   (Sligo, 31 de juliol de 1922 - Sligo, 18 de gener de 2013) va ser un futbolista professional irlandès. A la seva mort, era la persona supervivent de més edat que havia jugat amb la selecció nacional de futbol de la República d'Irlanda.

## Carrera com a jugador
Sean Fallon va jugar pel Celtic de 1950 a 1958, jugant com a lateral i davanter centre. Va jugar-hi 254 partits i va marcar 14 gols. També va ser internacional vuit vegades amb la República d'Irlanda.
Sean Fallon va començar la seva carrera futbolística amb el St Mary's Juniors i també va jugar a futbol gaèlic pel Craobh Ruadh. L'abril de 1948, Fallon va marcar dos gols per l'equip del comtat de Sligo contra Kerry en uns quarts de final de la National Football League jugats al Showgrounds.
També va jugar per al McArthurs, el Sligo Distillery i el Longford Town. Mentre era a Longford, va jugar de central amb la selecció júnior de futbol de la República d'Irlanda. Es va incorporar al club de la seva ciutat natal l'agost de 1948 L'agost de 1949, Fallon va signar contractes professionals amb el Glenavon FC
El març de 1950, Fallon es va incorporar al Glasgow Celtic després d'impressionar amb la seva actuació amb l'onze inicial de la Lliga Irlandesa contra l'onze inicial de la Lliga d'Irlanda
L'afer amorós de Sean Fallon amb el Celtic va començar quan el fill de la llegenda celta Jimmy McMenemy va salvar la germana de Fallon, Lilly, d'ofegar-se a Lough Gill. Fallon va convidar Joe McMenemy a casa seva i l'escocès li va retornar el compliment enviant-li a Sean una samarreta celta i el llibre de Willy Maley "The Story of the Celtic". Va fer realitat la seva ambició quan va debutar a la lliga amb el Celtic, fora de casa contra el Clyde FC, en l'últim partit de la temporada 1949–50.
En un any va ajudar l'equip a guanyar la Copa d'Escòcia, derrotant el Motherwell per 1-0 a la final de la Copa d'Escòcia de 1951. Fallon va dir més tard: "Quan sortia de Hampden Park vaig sentir que havia aconseguit tot el que sempre havia volgut de la vida. M'havia convertit en membre del famós Celtic Football Club i en titular d'una insígnia de la Copa d'Escòcia en un sol any".
Dos anys més tard, Fallon també tindria un gol per celebrar a la final de la Copa d'Escòcia de 1953, contra l'Aberdeen. Les actuacions de Fallon pel Celtic li van valer el sobrenom de "L'home de ferro". Una vegada va avaluar els seus propis talents com a jugador dient: "Només era un jugador normal amb un gran cor i un esperit de lluita per recomanar-me".
La dècada de 1950 va ser un període estèril per al Celtic, amb dos grans triomfs que van proporcionar rars moments d'alegria per a la seva patida afició. El primer va ser el Doble de 1953–54. Fallon va patir una fractura de clavícula contra els Hearts a l'octubre, cosa que el va mantenir fora durant la major part de la temporada. En els dies anteriors a la possibilitat de substitucions, va abandonar el camp durant vint minuts només per tornar amb el braç en cabestrella i continuar jugant. La capitania de l'equip, que havia passat a les seves mans el 1952, va ser assumida per Jock Stein. Fallon va tornar a estar en plena forma per a una altra ocasió transcendental, quan el Celtic va guanyar per 7-1 contra els seus rivals de l'Old Firm, el Rangers a la final de la Copa de la Lliga escocesa de 1957. Des de llavors, el partit ha passat a ser conegut com a Hampden in the sun, una rima del marcador.

## Carrera d'entrenador
Fallon es va veure obligat a retirar-se el 1958 per lesió, però la seva influència i importància al club van continuar. Va esdevenir assistent de Jock Stein quan Stein va assumir el càrrec d'entrenador el 1965. Inicialment, el president del Celtic, Bob Kelly, va proposar que Fallon fos l'entrenador i Stein el seu assistent. Tanmateix, Stein va vetar aquest suggeriment i va amenaçar d'acceptar una feina que li oferien a Anglaterra, cosa que va portar Kelly a oferir-li el càrrec d'entrenador.
Va ser una part integral de l'èxit del Celtic sota la direcció de Jock Stein, quan era la mà dreta de l'entrenador. Era el segon entrenador de l'equip dels lleons de Lisboa que va guanyar la Copa d'Europa a l'Estadio Nacional de Lisboa, Portugal, el 25 de maig de 1967, derrotant l'Inter de Milà per 2-1.
Sovint es va recórrer al seu poder de persuasió per aconseguir les signatures de joves prometedors que es convertirien en jugadors importants del Celtic, com ara David Hay, Danny McGrain, Kenny Dalglish i Packie Bonner. Quan Jock Stein va patir un accident de cotxe gairebé mortal el 1975, Fallon va assumir el càrrec d'entrenador interí. Més tard va dirigir breument el Dumbarton.
Fallon, anys més tard, va esdevenir entrenador al Dumbarton i després al Clyde.
Fallon va desplegar la bandera del campionat de lliga al Celtic Park el 4 d'agost de 2012. Va morir el 18 de gener de 2013 a l'edat de 90 anys.